# Кільця Юпітера
Кі́льця Юпі́тера — система планетарних кілець планети Юпітер. Це третя система кілець, відкрита в Сонячній системі, після систем кілець Сатурна та Урана. Вперше кільця Юпітера були помічені 1979 року при підльоті КА «Вояджер» до Юпітера, більш детальні відомості про кільця вдалося отримати в 1990-ті завдяки КА «Галілео». Кільця також спостерігалися з допомогою телескопа «Габбл» і спостерігаються з Землі протягом багатьох років. Наземні спостереження потребують найбільших із доступних телескопів.
Система кілець Юпітера є слабкою та складається переважно з пилу. В кільцях можна виділити загалом чотири компоненти системи: товстий тор із частинок — відомий   як «кільце-гало» (англ. halo ring) чи просто гало; відносно яскраве, дуже тонке «головне кільце»; і два широких і слабких зовнішніх кільця — відомих як «павутинні кільця» (gossamer rings — кільця тонкі та прозорі, як павутина), що називаються за матеріалом супутників, які їх формують: Амальтеї та Теби.
Головне кільце та гало складаються переважно з пилу з Метіди, Адрастеї та, можливо, ще деяких супутників, що є наслідком високошвидкісних зіткнень. Зображення високої роздільності, отримані 2007 року КА «Нові горизонти» дозволили розрізнити насичену та тонку структуру головного кільця.
У видимій частині спектра та близькій інфрачервоній кільця мають червоне забарвлення, за винятком «кільця-гало», що має нейтральне або синє забарвлення. Розмір пилинок у кільцях різний, але площа поперечного перетину найвища для несфероїдальних частинок із радіусом близько 15 мкм у всіх кільцях, крім кільця-гало. Ймовірно у кільці-гало переважає пил з поперечником частинок менше мікрометра. Загальна маса системи кілець невідома, але її оцінки коливаються в межах від 1011 до 1016 кг. Вік системи кілець невідомий, але вони могли існувати з моменту остаточного формування Юпітера.
Можливо, що ще одне кільце існує на орбіті Гімалії, якщо вона, як вважається, зіштовхувалася колись із Дією.

## Відкриття та будова
Кільця Юпітера — третя відкрита у Сонячній системі система кілець, після кілець Сатурна й Урана. Вперше кільця Юпітера спостерігалися 1979 року космічним апаратом «Вояджер-1». Кільцева система має 4 основних компоненти: товстий внутрішній тор із частинок, відомий як «кільце-гало», відносно яскраве і тонке «головне кільце» та два широких і слабких зовнішніх кільця, відомих як «павутинні кільця», названі за матеріалом супутників, що їх формують: Амальтеї та Теби. Основні характеристики кілець Юпітера наведено в таблиці нижче.
| Назва                     | Радіус (км)     | Ширина (км) | Товщина (км) | Оптична товщина[c] | Пилова фракція (в τ) | Маса, кг                                   | Примітки                                                       |
| ------------------------- | --------------- | ----------- | ------------ | ------------------ | -------------------- | ------------------------------------------ | -------------------------------------------------------------- |
| Кільце-гало               | 92 000—122 500  | 30 500      | 12 500       | ~1× 10−6           | 100 %                | —                                          |                                                                |
| Головне кільце            | 122 500—129 000 | 6 500       | 30—300       | 5,9× 10−6          | ~25 %                | 107—109 (пил) 1011—1016 (великі фрагменти) | Обмежується Адрастеєю                                          |
| Павутинне кільце Амальтеї | 129 000—182 000 | 53 000      | 2 000        | ~1× 10−7           | 100 %                | 107—109                                    | Пов'язане з Амальтеєю                                          |
| Павутинне кільце Теби     | 129 000—226 000 | 97 000      | 8 400        | ~3× 10−8           | 100 %                | 107—109                                    | Пов'язане з Тебою. Поширюється і на простір поза орбітою Теби. |

## Головне кільце

### Структура та зовнішній вигляд

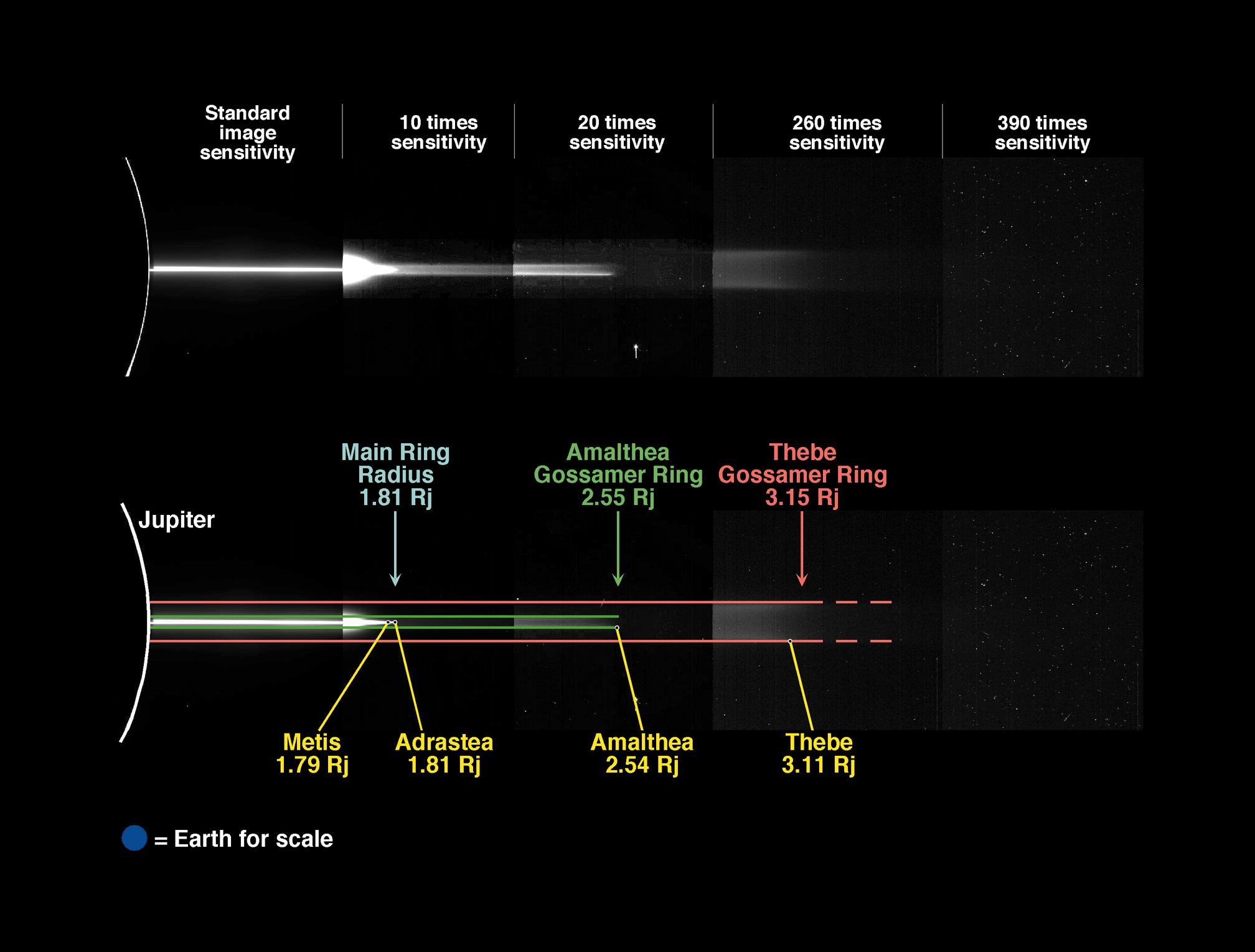
Мозаїка із зображень кільцевої системи Юпітера, на якій можна розрізнити розташування супутників і кілець

Вузьке та відносно тонке головне кільце є найяскравішим у системі кілець Юпітера. Його зовнішній край розташовується на відстані 129 000 км від Юпітера (або 1,806 RJ; RJ — екваторіальний радіус Юпітера — 71 398 км) та збігається з орбітою найменшого внутрішнього супутника Юпітера, Адрастеї. Його внутрішній край не збігається з орбітою якого-небудь супутника та лежить на відстані 122 500 км (1,72 RJ).
Таким чином, ширина кільця 6 500 км. Зовнішній вигляд кільця залежить від геометрії огляду. В прямо-розсіяному світлі[a] яскравість головного кільця починає зменшуватися з 128 600 км (всередині орбіти Адрастеї) та досягає фонового рівня на відстані 129 300 км поза орбітою Адрастеї. Таким чином, Адрастея є супутником-пастухом для цього кільця — аж до відстані 129 000 км. Яскравість кільця збільшується в напрямку до Юпітера та досягає максимуму на відстані 126 000 км, поблизу від центра кільця, однак в ньому спостерігається явний зазор, створений Метідою на відстані 128 000 км. Внутрішня межа «головного кільця» поступово «зникає» з 124 000 до 120 000 км, зливаючись із гало. В прямо-розсіяному світлі всі кільця Юпітера яскраві.

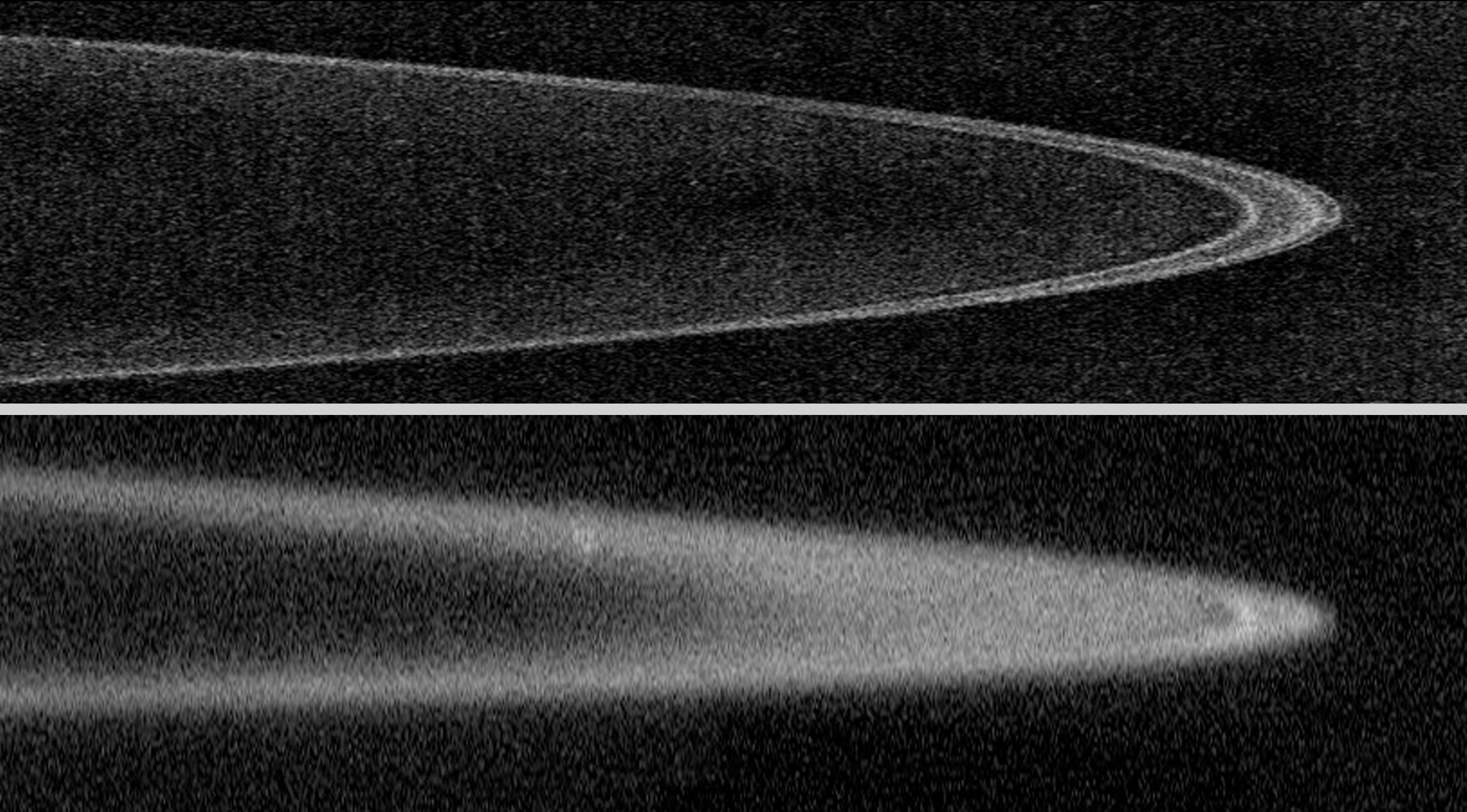
Головне кільце. Верхнє фото в обернено-розсіяному світлі та було зроблене КА «Нові обрії». Видно мікроструктуру його зовнішнього краю. Нижнє фото демонструє головне кільце у прямо-розсіяному світлі, видно що в ньому важко виділити якусь деталь крім «пазу Метіди»

В обернено-розсіяному світлі кільце виглядає інакше. Зовнішня межа головного кільця, розташована на відстані 129 100 км, за орбітою Адрастеї, різко обривається. Орбіта супутника відмічається зазором у кільці, таким чином утворюється кільце поза орбітою Адрастеї. Є ще одне кільце на орбіті Адрастеї, що супроводжується зазором невідомого походження, на відстані приблизно 128 500 км. Третє кільце розташовується поза орбітою Метіди, в центрі ще одного зазору. Яскравість кільця значно зменшується одразу за орбітою Метіди, утворюючи так званий «паз Метіди». Всередині орбіти Метіди яскравість кільця збільшується значно менше, ніж при прямо-розсіяному світлі. В обернено-розсіяній геометрії здається, що кільце складається з двох частин: вузької зовнішньої частини, що простягається від 128 000 до 129 000 км, яка безпосередньо включає три кільця, розділених зазорами, та слабшої внутрішньої частини, що простягається від 122 500 до 128 000 км, в якій неможливо розрізнити яку-небудь структуру, на відміну від прямо-розсіяної геометрії. «Паз Метіди» є їхньою границею. Мікроструктура кільця вперше була досліджена за фотографіями, отриманими КА «Галілео», а також добре простежується на фото в обернено-розсіяному світлі, отриманому КА «Нові обрії» у лютому-березні 2007 року. Більш ранні спостереження з допомогою телескопа «Габбл» (HST), Кека та КА «Кассіні» виявились провальними через недостатню роздільну здатність. Однак пізніше мікроструктуру вдалося розрізнити з допомогою телескопа обсерваторії Кек і використанні адаптивної оптики в 2002—2003 роках.
При спостереженні в обернено-розсіяному світлі кільце здається надзвичайно тонким, і товщиною не більше 30 км. При боковому розсіюванні світла товщина кілець від 80 до 160 км, збільшуючись у напрямку до Юпітера. Кільце здається особливо товстим при прямо-розсіяному світлі, приблизно 300 км. Одним із відкриттів КА «Галілео» стало відкриття відносно товстої (близько 600 км) хмари матерії, що оточує внутрішній край кільця. Хмара збільшується в товщині ближче до внутрішнього краю, де переходить у гало.
Детальний аналіз зображень КА «Галілео» виявив поздовжні зміни яскравості у головному кільці, не пов'язані з геометрією огляду. Крім цього була виявлена деяка неоднорідність у кільці — в масштабах 500—1000 км.
У лютому-березні 2007 року КА «Нові обрії» виконав детальний пошук нових невеликих супутників у «головному кільці». Незважаючи на те, що жоден супутник, більший 0,5 км виявлений не був, камери апарата зафіксували сім відносно невеликих брил із частинок кільця. Вони рухаються у щільному кільці всередині орбіти Адрастеї. Припущення про те, що це саме брили, а не невеликі супутники, підтверджується азимутальними замірами. Вони простягаються на 0,1—0,3° вздовж кільця, що відповідає 1000—3000 км. Брили розділені всередині кільця на 2 групи — із 5 та 2 елементів. Походження брил незрозуміле, однак їхні орбіти перебувають в резонансах 115:116 і 114:115 з Метідою. Можливо, вони є уламками від зіткнення Метіди з деяким об'єктом.

### Спектр і гранулометричний склад

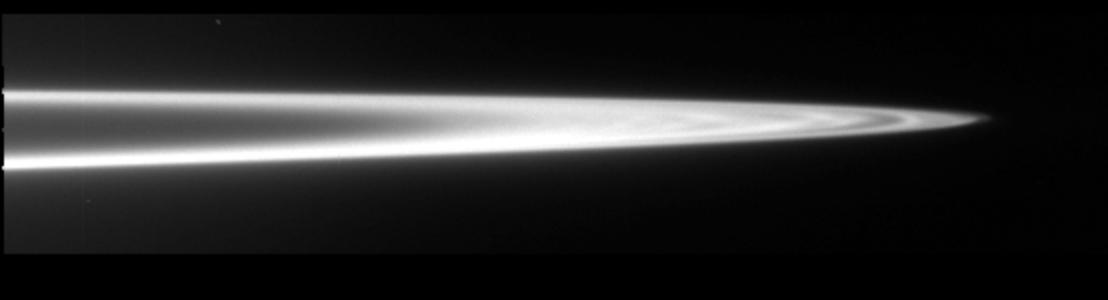
Зображення головного кільця, отримане «Галілео» при прямо-розсіяному світлі, добре видно «паз Метіди».

Спектр кільця був отриманий «Габблом», Кеком, КА «Галілео» та КА «Кассіні». Це дозволило встановити, що колір частинок у кільці червонуватий, тобто їхнє альбедо вище на більших довжинах хвилі. Спектр кільця не дозволяє виділити якихось хімічних речовин, однак під час спостережень «Кассіні» були виявлені лінії поглинання на довжині хвиль 0,8 мкм і 2,2 мкм. Спектр головного кільця нагадує спектр Адрастеї та Амальтеї.
Властивості головного кільця можуть пояснюватися гіпотезою, згідно з якою воно містить суттєву кількість пилу розмірами 0,1—10 мкм. Це пояснює більшу яскравість кільця при прямо-розсіяному світлі. Однак наявність більших частинок потрібна для того, щоб пояснити вищу яскравість і мікроструктуру яскравої зовнішньої частини кільця в обернено-розсіяному світлі.
Аналіз доступних фазових і спектральних даних дозволяє зробити висновок про те, що розподіл розмірів дрібних частинок у головному кільці підпорядковується степеневому закону
{\displaystyle n(r)=A\times r^{-q}},
де n(r) — кількість частинок із радіусами між r і r + dr, і A — нормувальний параметр, що вибирається для того, щоб відповідати загальному світловому потоку від кільця. Параметр q — 2,0 ± 0,2 і застосовується для r < 15 ± 0,3 мкм і q = 5 ± 1 для частинок із r > 15 ± 0,3 мкм. Розподіл великих частинок у мм-км зоні наразі невідомий. Світлове розсіювання в цій моделі переважно здійснюється частинками з r близько 15 мкм.
Степеневий закон, згаданий вище, дозволяє оцінити оптичну товщину[c] {\displaystyle \scriptstyle \tau } головного кільця: {\displaystyle \scriptstyle \tau _{l}\,=\,4{,}7\times 10^{-6}} для великих тіл і {\displaystyle \scriptstyle \tau _{s}=1{,}3\times 10^{-6}} для пилу. Така оптична товщина означає, що загальний поперечний переріз частинок у кільці — близько 5000 км²[d]. Частинки у головному кільці, ймовірно, мають не сферичну форму. Загальна маса пилу в головному кільці оцінюється в 107—109 кг. Маса великих тіл, за винятком Метіди й Адрастеї, становить 1011—1016 кг. Це залежить від їхнього максимального розміру, граничне значення — 1 км в діаметрі. Для порівняння: маса Адрастеї — близько 2× 1015 кг, Амальтеї — близько 2× 1018 кг, Місяця — 7,4× 1022 кг.
Наявність в одному кільці одразу двох популяцій частинок, пилу та великих тіл, пояснює відмінності зовнішнього вигляду кільця при різній геометрії огляду. Пил добре видно при прямо-розсіяному світлі та обмежується орбітою Адрастеї. Навпаки, великі тіла, добре розрізнювані при обернено-розсіяному світлі, обмежуються областю між орбітами Адрастеї та Метіди, а також кільцями.

### Походження та вік

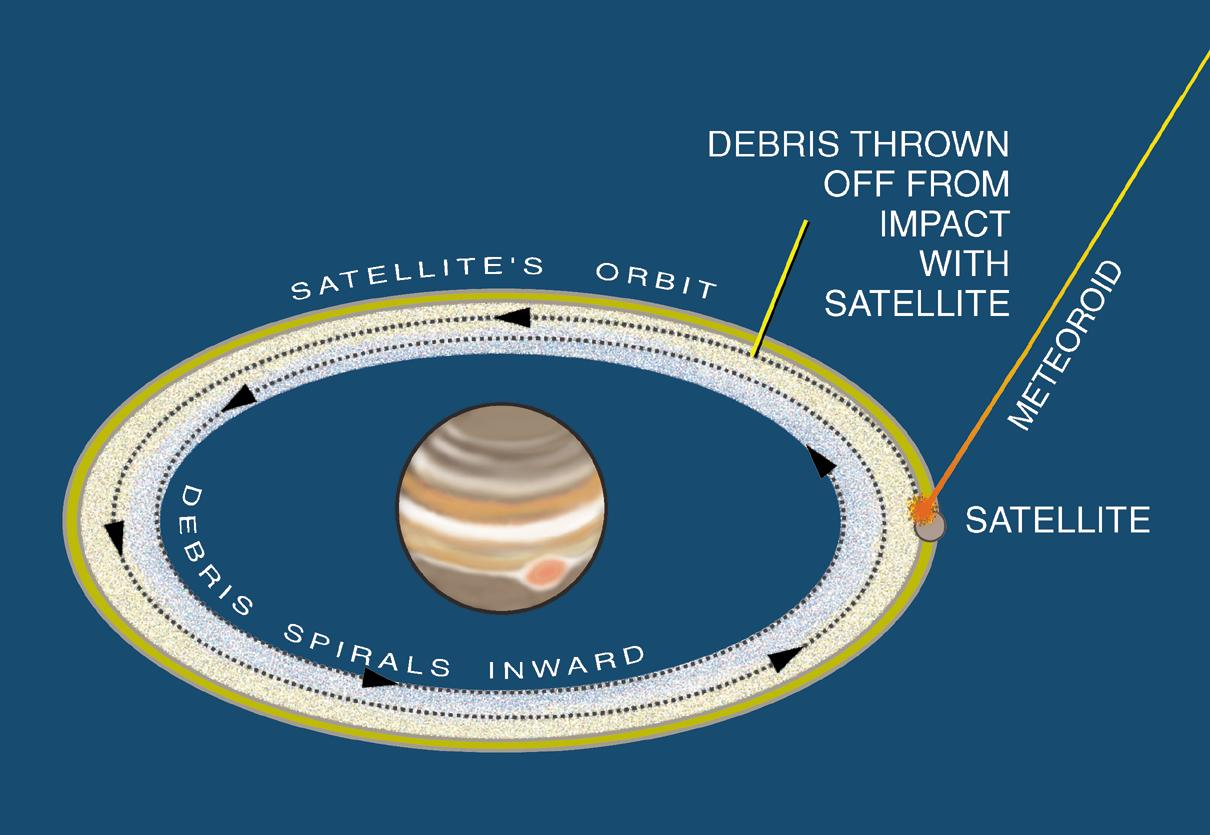
Формування кілець Юпітера

Пил залишає кільце через ефект Пойнтінга — Робертсона, а також електромагнітні сили магнітосфери Юпітера. Леткі речовини, наприклад, льоди, швидко випаровуються. «Час життя» частинок у кільці — від 100 до 1000 років. Таким чином, пил повинен постійно поповнюється за рахунок зіткнень між тілами розміром від 1 см до 0,5 км і тими ж тілами та тілами з-за меж системи Юпітера. Джерелами наповнення кільця є популяція з відносно великих тіл, обмежена 1000-кілометровою областю на орбіті, яскрава зовнішня частина кільця, а також Метіда та Адрастея. Найбільші тіла, за винятком Метіди й Адрастеї, які є джерелами поповнення, не можуть бути більшими 0,5 км за розміром. Верхня межа була встановлена спостереженнями КА «Нові обрії». Попередня верхня межа, отримана за рахунок спостережень «Габбла» та «Кассіні», була близька до 4 км. Пил, що утворюється під час зіткнень, зберігає спочатку ті ж орбітальні елементи, що і тіла-джерела, але поступово повільно, по спіралі, починає зміщуватися в напрямку Юпітера, формуючи слабку (в обернено-розсіяному світлі) внутрішню частину головного кільця та гало. Наразі вік головного кільця невідомий, але, можливо, він є останніми залишками популяції з маленьких тіл біля Юпітера.

### Вертикальні хвилястості
Фотографії з КА «Галілео» та «Нові обрії» дозволили розрізнити дві окремі групи хвилястостей всередині головного кільця. Ці групи хвилястостей сильніші ніж ті, що можуть бути викликані диференціальною вузловою регресією гравітаційного поля Юпітера. Ймовірно, найпомітніша хвилястість із двох була викликана кометою Шумейкерів — Леві 9, що зіткнулася з Юпітером 1995 року, в той час як інша з'явилася, мабуть, у першій половині 1990 року. Спостереження «Галілео» у листопаді 1996 року дозволили виконати вимірювання цих двох «хвилястостей»: довжина: 1920 ± 150 і 630 ± 20 км, вертикальна амплітуда 2,4 ± 0,7 і 0,6 ± 0,2 км, для сильнішої та слабшої хвилястості відповідно. Формування більшої хвилястості можна пояснити дією на кільце частинок комети, повна маса якої становила 2—5 x 1012 кг, які відхилили ділянку кільця від екваторіальної площини на 2 км. Схожа хвилястість спостерігалася «Кассіні» в кільцях Сатурна C і D.

## Кільце-гало

### Структура та зовнішній вигляд

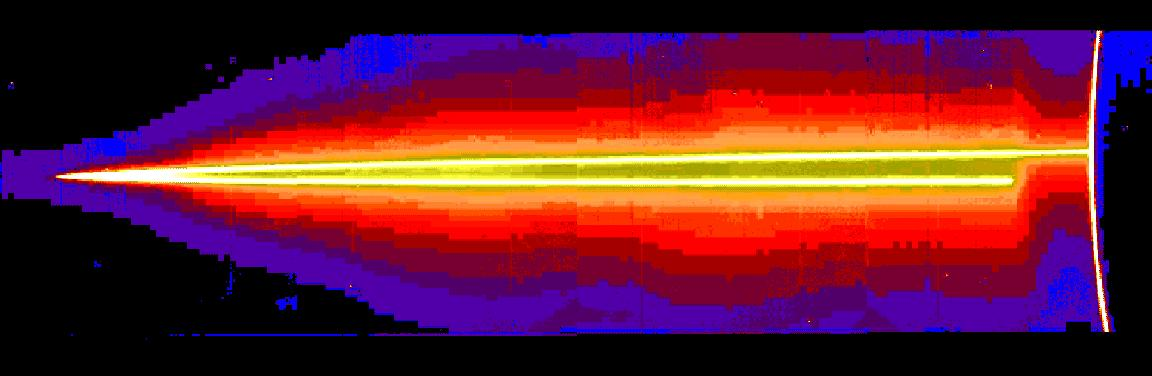
Зображення в умовних кольорах кільця-гало, отримане «Галілео» в прямо-розсіяному світлі

Гало́ розташовується найближче до самої планети і разом з тим є найтовстішим кільцем планети. Його зовнішній край збігається з внутрішньою межею головного кільця на відстані близько 122 500 км (1,72 RJ). Починаючи з цієї відстані, кільце стає все товстішим і товстішим у напрямку до Юпітера. Справжня товщина кільця невідома досі, але речовина, що його складає, була зафіксована і на відстані 10 000 км від площини кільця. Внутрішня межа кільця відносно різко обривається на відстані 100 000 км (1,4 RJ), але деяка кількість речовини фіксується і на відстані 92 000 км від Юпітера. Таким чином, ширина гало — близько 30 000 км. Своєю формою воно нагадує тор без чіткої внутрішньої структури. На відміну від головного кільця, зовнішній вигляд гало лише трохи залежить від геометрії огляду.
Найяскравішим гало здається у прямо-розсіяному світлі. Саме в такій геометрії воно було сфотографовано «Галілео». В той час як його поверхнева яскравість набагато менша, ніж у головного кільця, його вертикальний (перпендикулярний до площини кільця) потік фотонів порівнянний через набагато більшу товщину кільця. Незважаючи на товщину близько 20 000 км, яскравість кільця-гало строго сконцентрована у площині кільця, та слідує степеневому закону форми: z−0,6 до z−1,5, де z — відстань від площини кільця. Зовнішній вигляд гало в обернено-розсіяному світлі, що спостерігалося Кеком і Габблом, майже однаковий. Однак його загальний фотонний потік у кілька разів нижчий ніж у головного кільця, і сильніше сконцентрований поблизу площини кільця ніж при прямо-розсіяному світлі.
Спектр гало сильно відрізняється від спектра головного кільця. Розподіл потоку фотонів на довжинах хвиль 0,5—2,5 мкм більш «плоский» ніж у головного кільця; кільце-гало має не червонувате забарвлення, як головне, а синювате.

### Походження гало
Оптичні властивості гало можуть пояснюватися гіпотезою, згідно з якою в нього входять частинки з розмірами менше 15 мкм. Частина кільця, розташована далеко від його площини може складатися з пилу розміром менше мікрометра. Такий пиловий склад пояснює набагато сильніше пряме розсіювання світла, синювате забарвлення та нерозрізнювану структуру кільця. Пил, ймовірно, походить із головного кільця, і це підтверджується фактом того, що оптична товщина кільця-гало {\displaystyle \scriptstyle \tau _{s}\,\sim \,10^{-6}} сумірна з пилом із головного кільця. Велика товщина гало може пояснюватися збуреннями орбітального нахилу та ексцентриситету частинок кільця електромагнітними силами магнітосфери Юпітера. Зовнішня межа гало збігається з розташуванням так званого «резонансу Лоренца» (3:2 з Юпітером)[e]. Оскільки ефект Пойнтінга — Робертсона змушує частинки кільця дрейфувати в напрямку до Юпітера, їхній орбітальний нахил змінюється коли вони проходять через цю область. Згадана вище пилова хмара, що огортає внутрішні межі головного кільця, може бути початком кільця-гало. Внутрішня межа гало достатньо близько проходить від сильного 2:1 резонансу Лоренца. Ймовірно, в такому резонансі дуже сильні збурення, що змушує частинки кільця вирушити в напрямку атмосфери Юпітера, визначаючи таким чином різку внутрішню межу. Якщо кільце-гало похідне від головного кільця, то воно має приблизно такий самий вік.

## Павутинні кільця

### Павутинне кільце Амальтеї

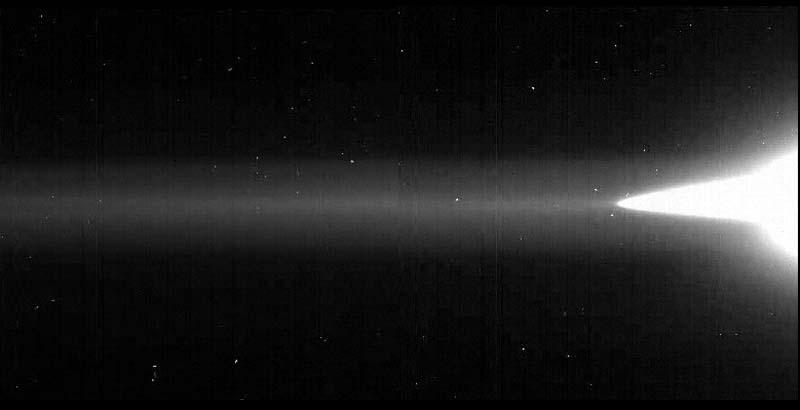
Павутинне кільце Амальтеї. Зображення отримане КА «Галілео»

Павутинне кільце Амальтеї має дуже слабку структуру з прямокутним поперечним перерізом, простягаючись від орбіти Амальтеї з 182 000 км (2,54 RJ) до приблизно 129 000 км (1,80 RJ). Його внутрішня межа не визначена чітко через наявність поблизу набагато яскравішого головного кільця та кільця-гало. Товщина кільця становить близько 2300 км в районі орбіти Амальтеї та дещо зменшується у напрямку до Юпітера[f]. Найяскравішим кільце стає поблизу верхнього та нижнього країв а також у напрямку до Юпітера. Одна з меж кільця часто буває яскравішою за інші. Зовнішня межа кільця доволі круто обривається; яскравість кільця помітна лише всередині орбіти Амальтеї, однак кільце має невелике розширення за межі орбіти Амальтеї — там де супутник вступає в 4:3 резонанс із Тебою. В прямо-розсіяному світлі кільце приблизно у 30 разів тьмяніше від головного кільця. В обернено-розсіяному світлі кільце можна розрізнити лише Кеком та ACS на «Габблі». Зображення в обернено-розсіяному світлі дозволяють розрізнити деякі деталі кільця, наприклад: пікової яскравості кільце досягає всередині орбіти Амальтеї, обмежуючись верхньою та нижньою межею кільця.
В 2002—2003 роках «Галілео» двічі пройшов крізь «павутинні кільця». Під час проходу пилові датчики зафіксували частинки пилу з розмірами 0,2—5 мкм. Крім цього, сканери «Галілео» зафіксували наявність відносно невеликих, (< 1 км) тіл поблизу Амальтеї. Можливо, це наслідки зіткнень деяких тіл із поверхнею супутника.
Спостереження павутинних кілець із Землі, з борту КА «Галілео» та прямі вимірювання пилу, дозволили визначити гранулометричний склад кільця, який, мабуть, підпорядковується все тому ж степеневому закону, що і головне кільце, з q = 2 ± 0,5. Оптична товщина кільця, близько 10−7, що на декілька порядків нижче, ніж у головного кільця, однак сумарна маса пилу в кільці (107—109 кг) є сумірною.

### Павутинне кільце Теби
Павутинне кільце Теби є найтьмянішим і найвіддаленішим із відомих. Воно має дуже неясну структуру та прямокутний поперечний переріз. Кільце починається поблизу орбіти Теби на відстані 226 000 км (3,11 RJ) та поширюється аж до 129 000 км (1,80 RJ). Внутрішня межа кільця не визначається через набагато яскравіші головне кільце та гало. Товщина кільця — близько 8400 км поблизу орбіти Теби та поступово зменшується в напрямку до планети[f]. Павутинне кільце Теби, як і павутинне кільце Амальтеї, яскраве поблизу нижньої та верхньої межі, а також стає яскравішим при наближенні до Юпітера. Зовнішня межа кільця не обривається різко, простягаючись ще на 15 000 км. Є ледь помітне продовження кільця за межі орбіти Теби, приблизно до 280 000 км (3,75 RJ) і називається розширенням Теби. У прямо-розсіяному світлі кільце втричі менш яскраве, ніж кільце Амальтеї. В обернено-розсіяному світлі кільце змогли розрізнити лише телескопи обсерваторії Кека. На фото в обернено-розсіяному світлі видно, що пікова яскравість кільця починається одразу за орбітою Теби. В 2002—2003 детектори пилу на «Галілео» зафіксували наявність частинок розмірами 0,2—5 мкм як і в кільці Амальтеї, а також підтвердили результати дослідження зображень.
Оптична товщина кільця Теби приблизно 3× 10−8, що втричі нижче, ніж у кільця Амальтеї, однак загальна маса пилу в кільці приблизно така ж: 107—109 кг. Гранулометричний склад пилу в кільці трохи дрібніший ніж у кільці Амальтеї. Пил у кільці також підпорядковується степеневому закону з q < 2. У розширенні Теби — параметр q може бути навіть меншим.

### Походження павутинних кілець
Пил у павутинних кільцях поповнюється тим самим механізмом, що і в головному кільці та в гало. Джерелами є внутрішні супутники Юпітера — Амальтея та Теба відповідно, а також менші тіла. Високоенергетичні зіткнення між цими тілами й тілами ззовні системи Юпітера продукують пилові маси. Спочатку частинки зберігають ті ж орбітальні елементи, що і їх тіла-джерела, але поступово по спіралі переміщуються, через ефект Пойнтінга — Робертсона. Товщина павутинних кілець визначається вертикальними відхиленнями орбіт супутників через їхні ненульові нахили. Ця гіпотеза пояснює майже всі помітні властивості павутинних кілець: прямокутний поперечний переріз, зменшення товщини в напрямку до Юпітера та яскравість верхніх і нижніх меж кілець.
Однак деякі властивості не пояснені досі, наприклад, розширення Теби, яке може створюватися поки що невидимим тілом з-за орбіти Теби, а також структури помітні при обернено-розсіяному світлі. Одним із можливих пояснень розширення Теби може бути дія електромагнітних сил атмосфери Юпітера. Коли пил входить у тінь позаду Юпітера, він швидко втрачає свій електричний заряд. Починаючи з невеликих частинок, пил з'єднується з планетою, він рухається назовні вийшовши з тіні, створюючи таким чином розширення Теби. Тими ж самими силами можна пояснити зменшення кількості частинок і яскравості між орбітами Амальтеї та Теби.
Пік яскравості одразу за орбітою Амальтеї, а також вертикальна асиметрія павутинного кільця Амальтеї можуть пояснюватися захопленими частинками із точок Лагранжа (L4) та (L5) супутника. Частинки кільця можуть рухатися по підковоподібних орбітах між точками Лагранжа. Неподалік від Теби відбувається такий самий процес. Це відкриття означає, що у павутинних кільцях є два типи частинок: одні повільно по спіралі дрейфують в напрямку Юпітера, а інші залишаються поблизу своїх джерел, захоплені в 1:1 резонанс із ними.

## Кільце Гімалії

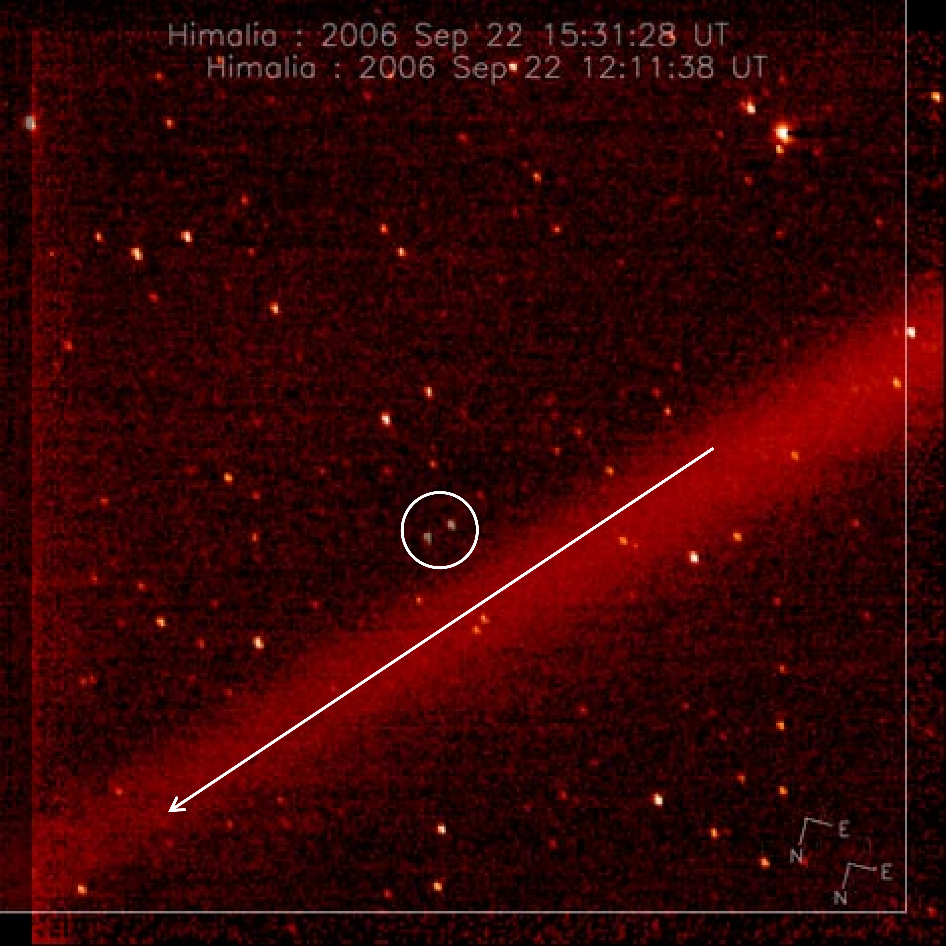
Гіпотетичне кільце Гімалії

Супутник S/2000 J 11 діаметром 4 км зник після його відкриття 2000 року. За однією з версій, він зіткнувся з більшим супутником Гімалією діаметром 170 км, створивши тим самим невелике та тонке кільце. Гіпотетичне кільце виглядає як бліда смуга поблизу Гімалії. Це припущення вказує також на те, що Юпітер іноді втрачає малі супутники в результаті зіткнень.

## Дослідження

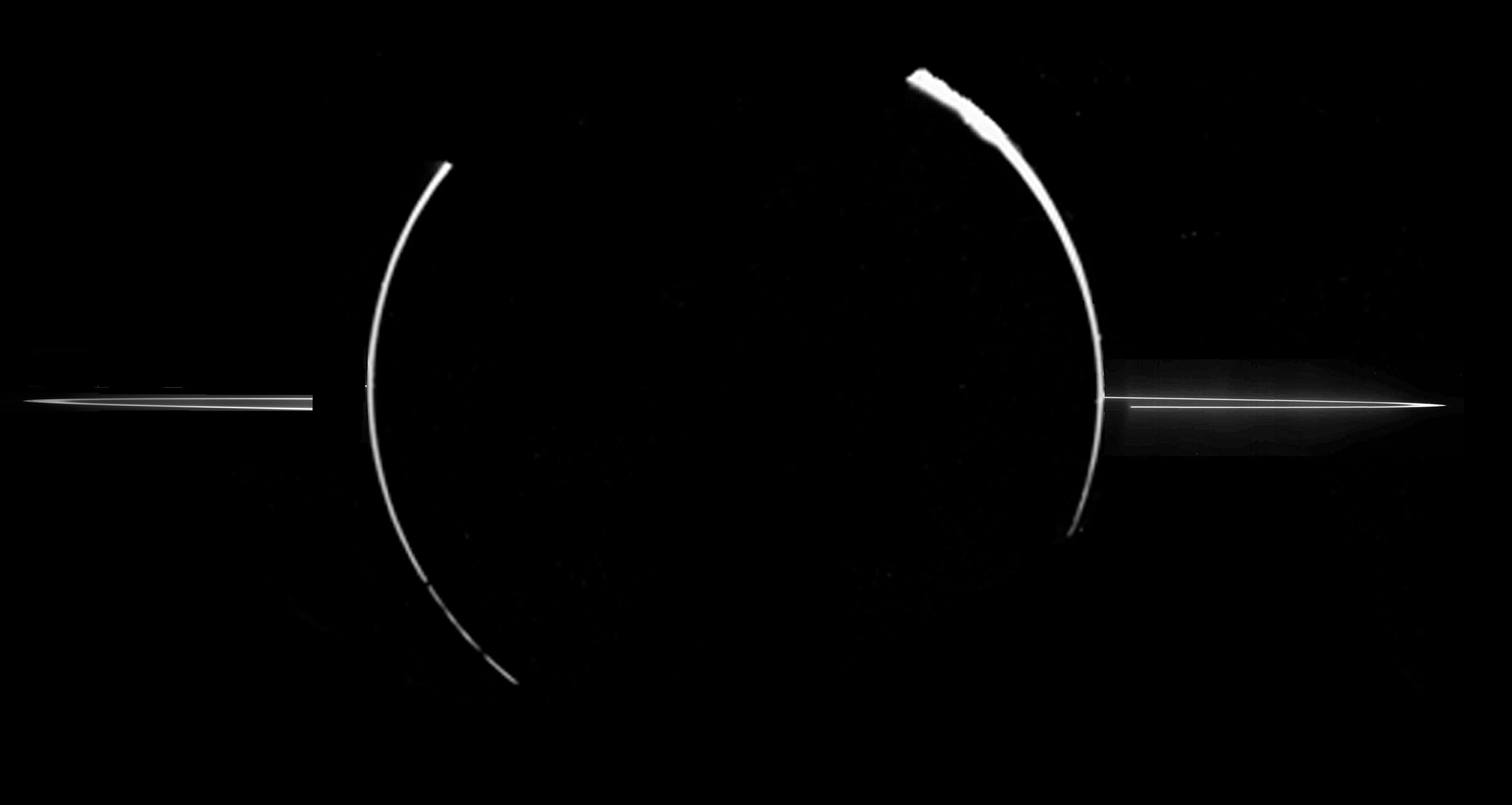
Задня половина Юпітера, відзнята супутником «Галілео».

Існування кілець Юпітера було доведено після спостережень планетарного поясу КА «Піонер-11» 1975 року. 1979 року КА «Вояджер-1» зробив зображення переекспонованої кільцевої системи. Детальніші зображення були зроблені того ж року КА «Вояджер-2», що допомогло визначити наближену структуру кілець. Зображення чудової якості, отримані КА «Галілео» з 1995 по 2003 року, значно розширили наявні знання про кільця Юпітера. Наземні спостереження кілець обсерваторією Кека 1997 і 2002 років і телескопом «Габбл» 1999 року показали багату структуру, видиму в боковому розсіяному світлі. Зображення, передані КА «Нові обрії» у лютому-березні 2007 року, дозволили вперше вивчити структуру головного кільця. 2000 року КА «Кассіні» на шляху до Сатурна виконав різноманітні спостереження системи кілець Юпітера. В майбутньому плануються нові місії для вивчення кілець Юпітера.

## Пояснення
1. ^  Прямо (вперед) розсіяне світло — світло, розсіяне під малим кутом відносно світла Сонця (кут фази близький до 180°).
2. ^  Обернено-розсіяне світло — світло, розсіяне під кутом близьким до 180° відносно сонячного світла (кут фази близький до 0°).
3. ^  Нормальна оптична товщина — співвідношення між повним поперечним перерізом частинок кільця та квадратною площею кільця[9].
4. ^  Це повинно відповідати ймовірному, загальному 1700 км² поперечному перерізу Метіди й Адрастеї[10].
5. ^  Резонанс Лоренца — резонанс між орбітальним рухом частинок кілець і обертанням планетарної магнітосфери, коли відношення їхніх періодів — раціональне число[27].
6. ^  Товщина павутинних кілець визначається як відстань між їхніми найяскравішими верхніми та нижніми межами[29].